# Pseudargyrotoza conwagana
Pseudargyrotoza conwagana là một loài bướm đêm thuộc họ Tortricidae. Nó được tìm thấy ở châu Âu.
Sải cánh dài 11–15 mm. Con trưởng thành bay từ tháng 5 đến tháng 7. .
Ấu trùng ăn Fraxinus excelsior và Ligustrum.

## Hình ảnh

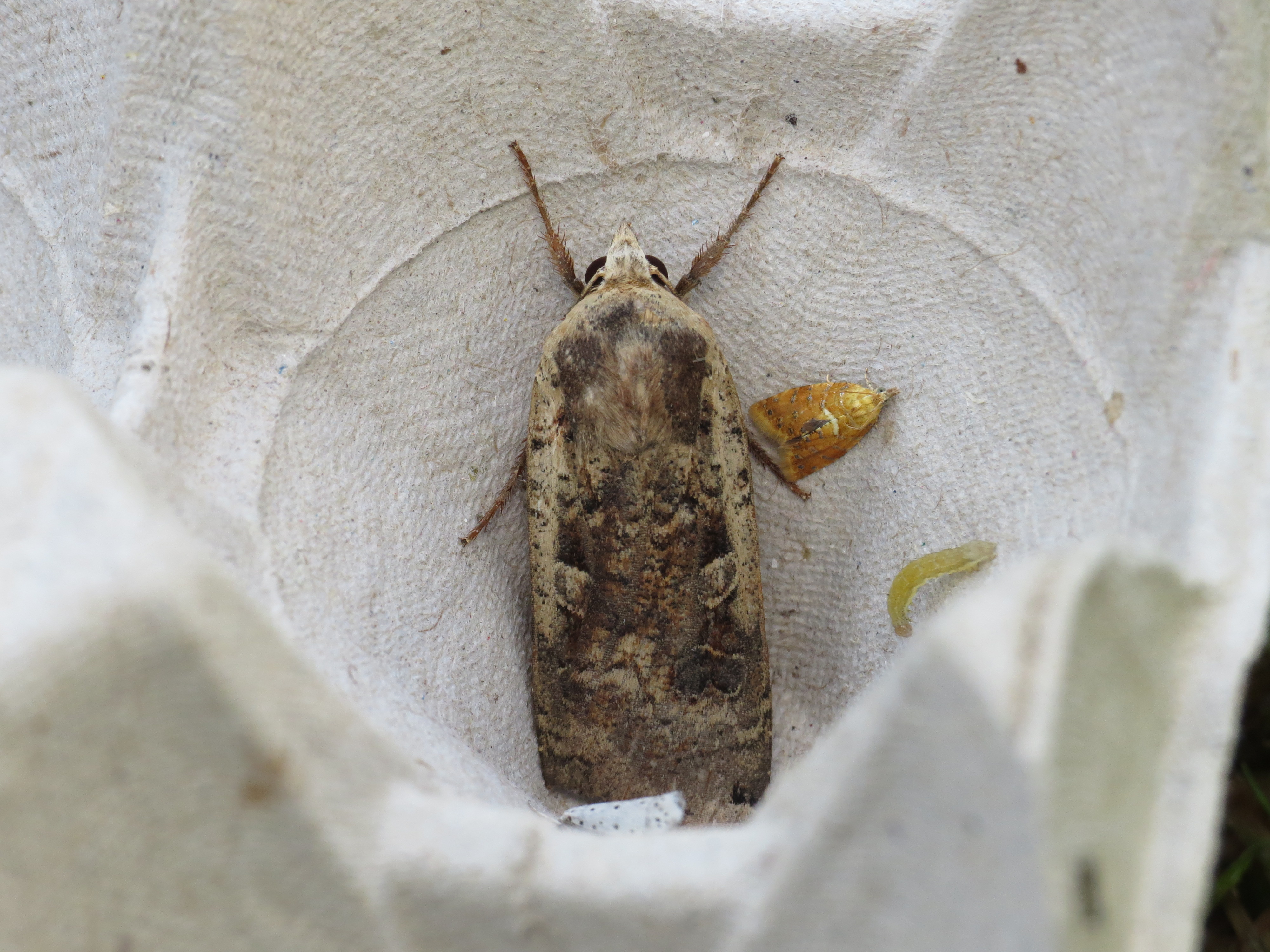
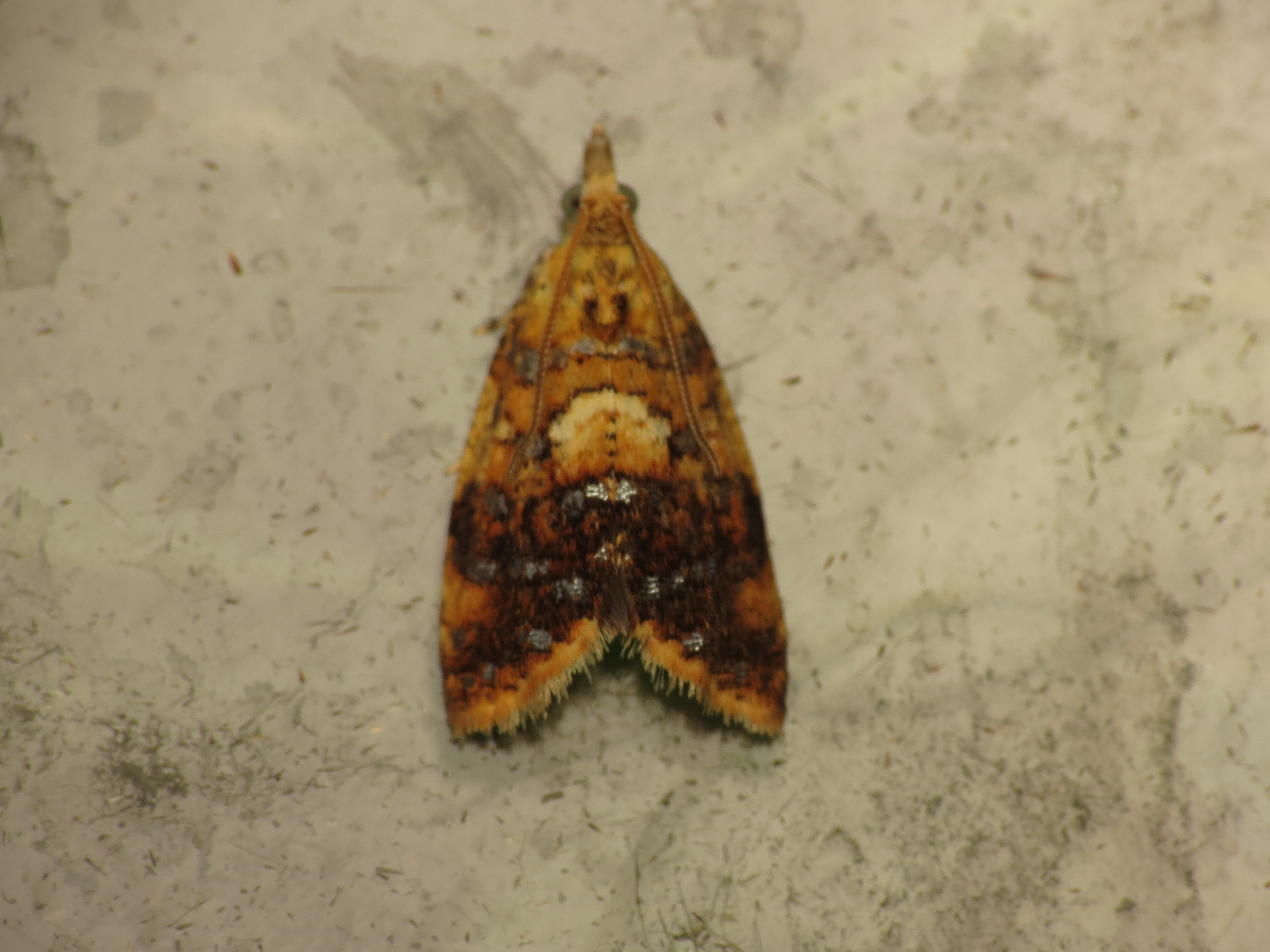
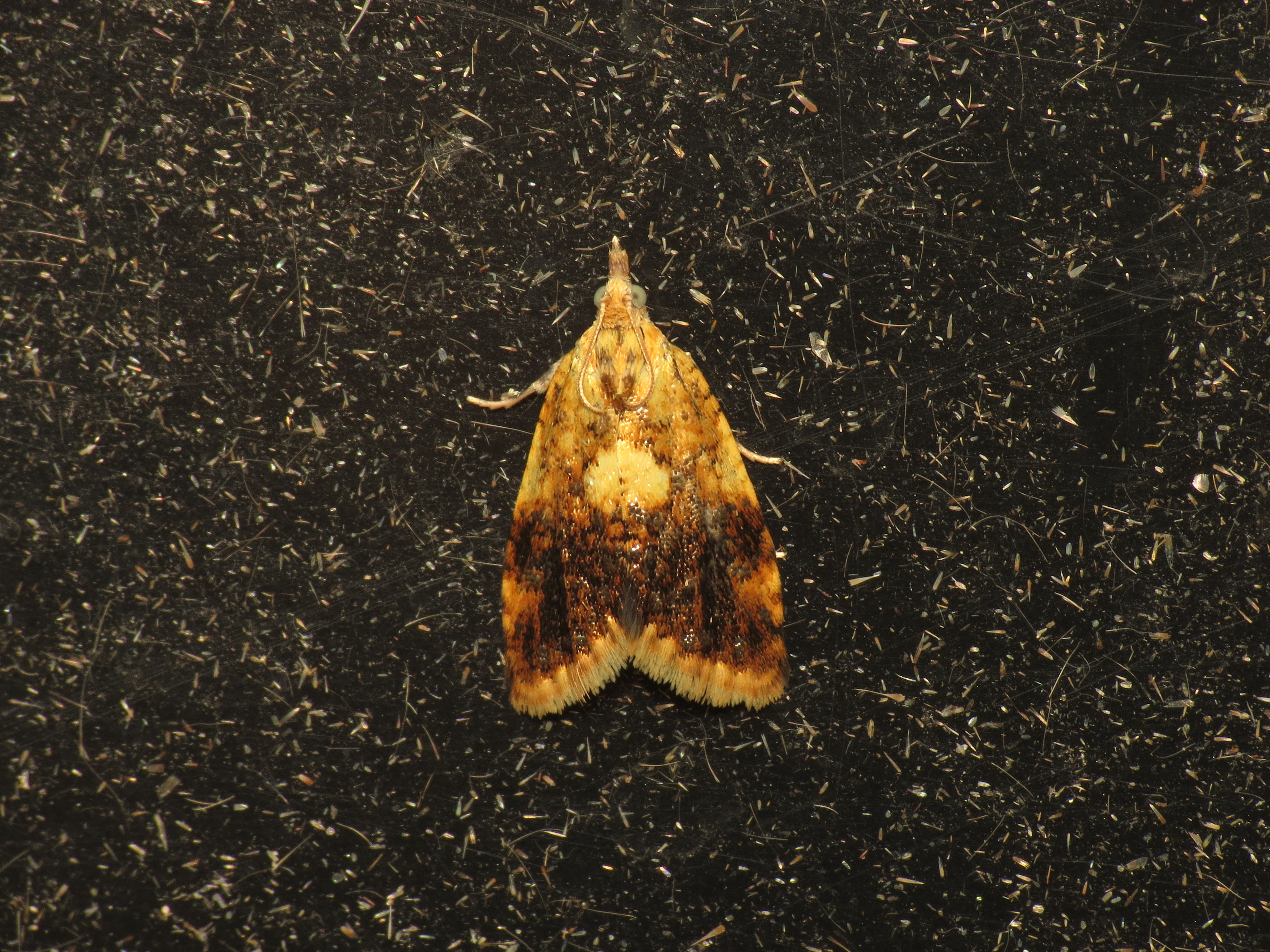
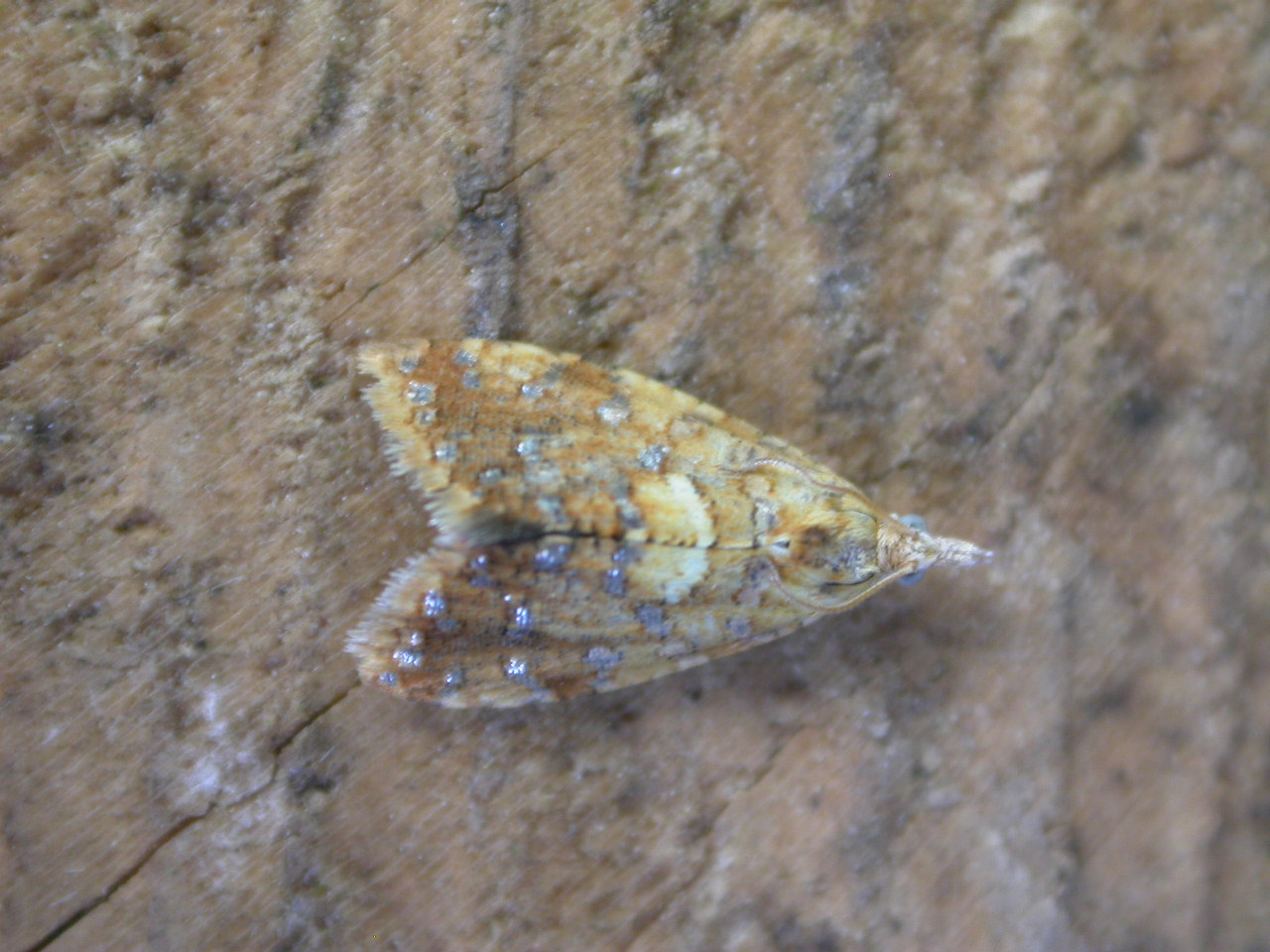